# إكسبرس 3200
إكسبرس 3200 (بالإنجليزية: Xpress 3200)‏ وهي نسخة جديدة من مجموعة شرائح الحاسوب إكسبرس 200 من شركة إي تي آي. وتدعم وحدات المعالجة المركزية من شركة إي أم دي بمقبس 939 ومقبس إي أم 2.